# Trichophysetis nigripalpis
Trichophysetis nigripalpis là một loài bướm đêm trong họ Crambidae.